# Timau
Timau (Tischelwang in tedesco standard, Tischlbong in dialetto timavese,  Tamau in friulano) è una frazione del comune di Paluzza, in provincia di Udine, posta a 830 m s.l.m.  che conta poco meno di 350 abitanti; si tratta di un'isola linguistica tedesca dove si parla fin dal medioevo un particolare dialetto carinziano.

## Geografia fisica

### Territorio

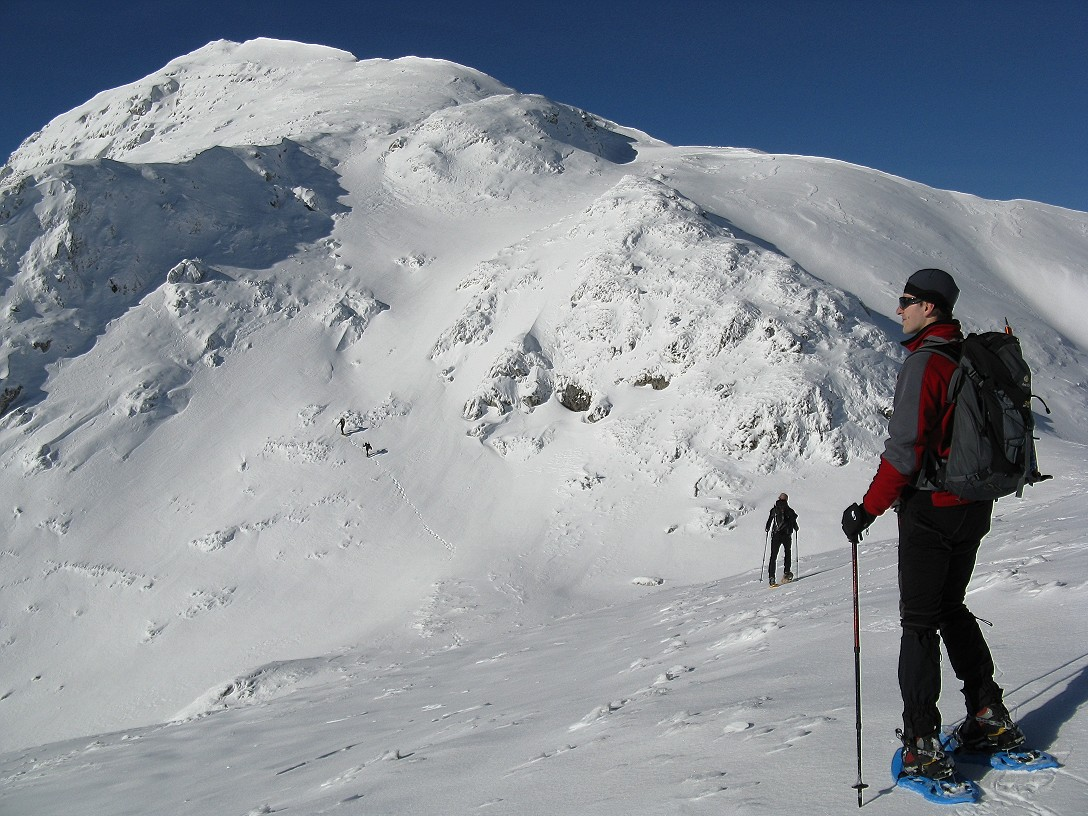
La cima della Creta di Timau, che sovrasta l'abitato

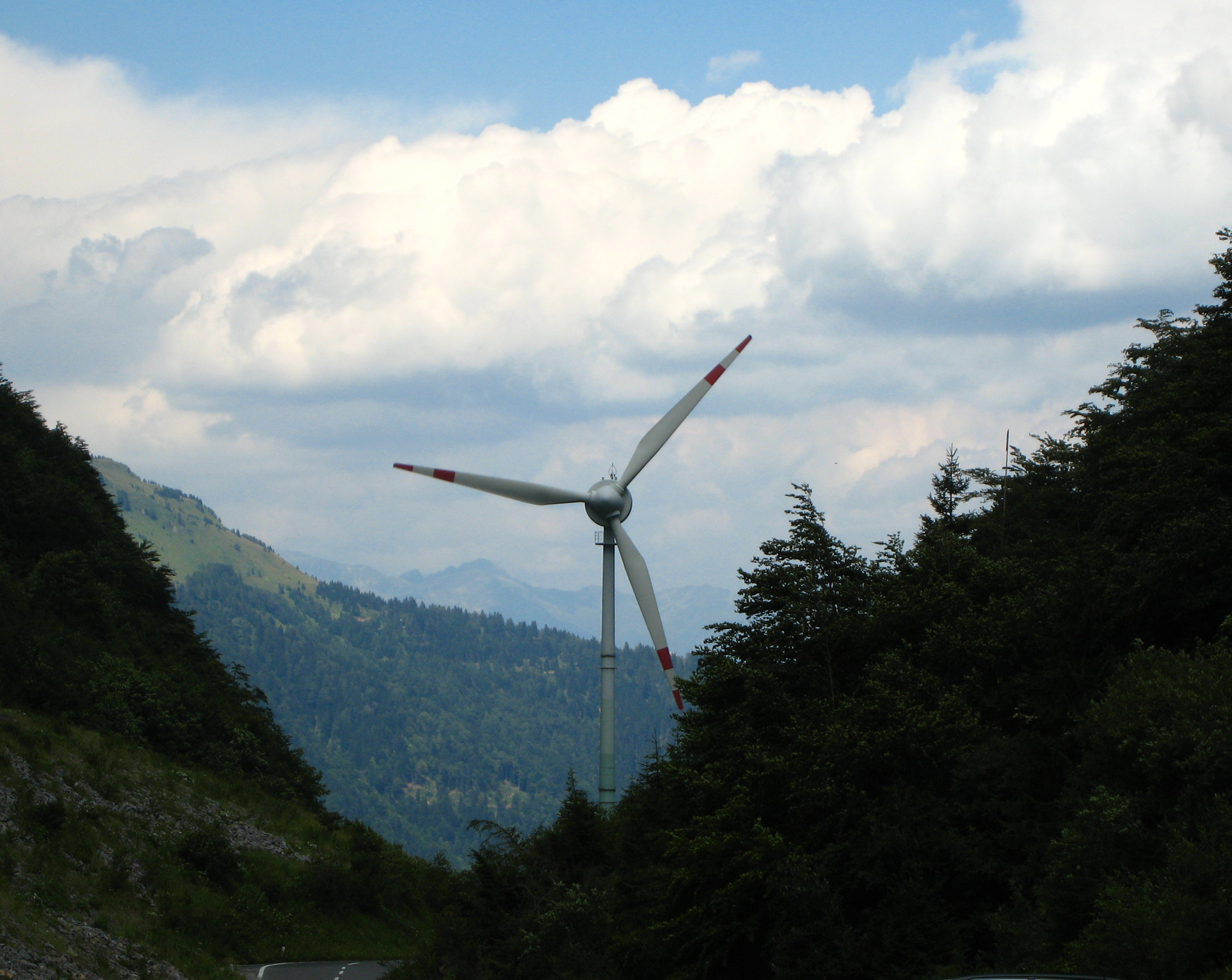
Passo di Monte Croce Carnico

Timau sorge in Val Bût, nella regione alpina della Carnia, ai piedi delle maestose pareti rocciose della Creta di Timau e del Gamspitz, ed è l'ultimo centro abitato prima del passo di Monte Croce Carnico che permette di valicare il confine e raggiungere l'Austria. L'abitato si compone di quattro borgate, che, per chi giunge da sud, sono: Par Soga (Casali Sega), Scholeit, Pauarn, Braida.

## Storia
Secondo la leggenda, Timau fu fondato nel 1284 da un gruppo di minatori provenienti dalla vicina Carinzia, in particolare da Würmlach e Kötschach-Mauthen. Nel 1729 il paese fu travolto da una frana e ricostruito un chilometro più a sud, sull'altro versante della vallata.
Nel 1915-1917 le montagne a ridosso dell'abitato furono teatro delle battaglie della prima guerra mondiale. In questo paese nacque Maria Plozner Mentil, portatrice carnica insignita della medaglia d'oro al valor militare per il suo impegno e per il suo sacrificio nella Grande Guerra.

## Monumenti e luoghi d'interesse

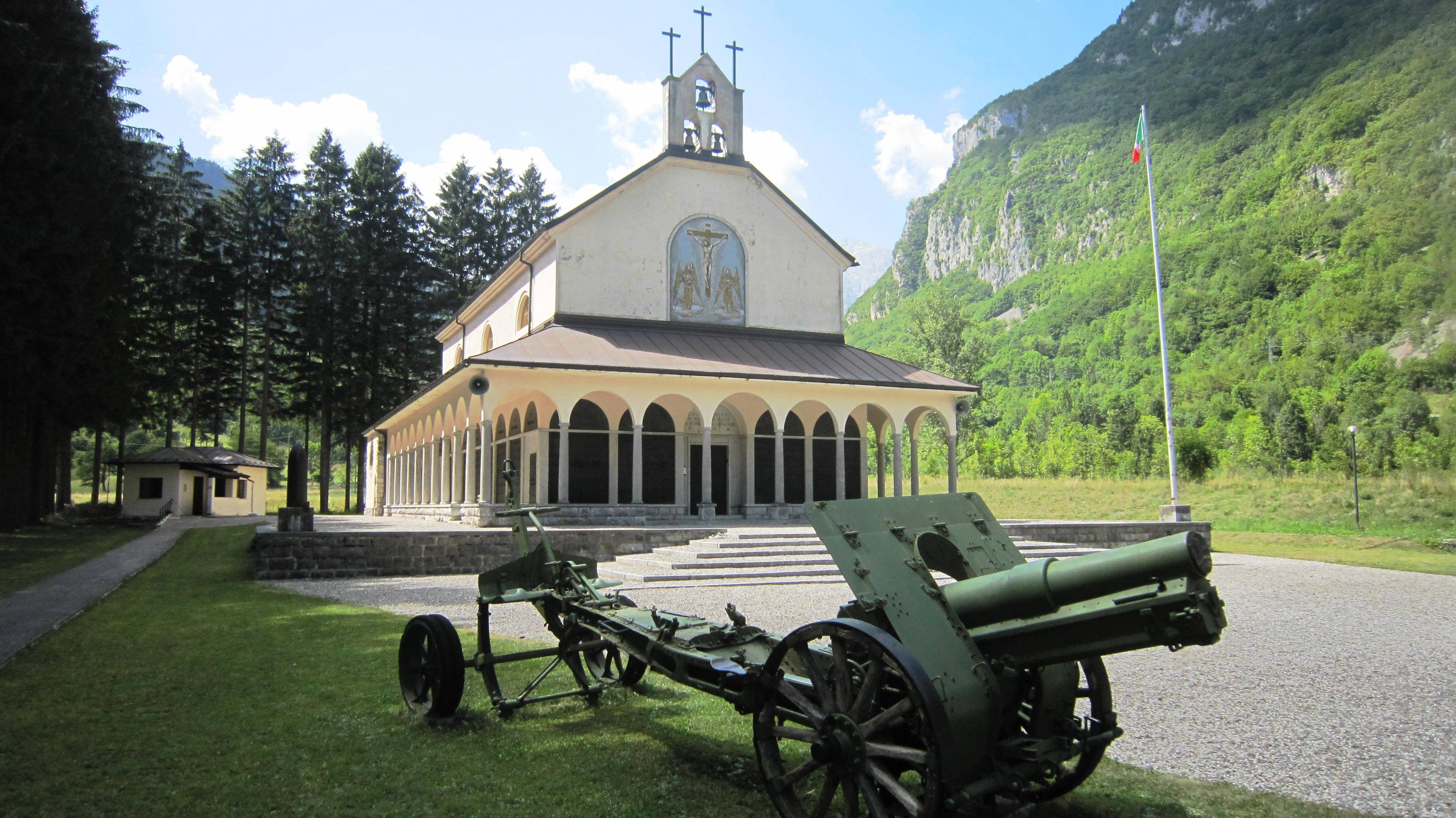
Tempio Ossario (o chiesa del SS. Crocifisso)

### Architetture religiose
- Tempio Ossario (o chiesa del SS. Crocifisso) che contiene le spoglie mortali di 1764 soldati italiani e austriaci che morirono combattendo sui monti che circondano il paese nella prima guerra mondiale. Tale tempio ossario fu costruito sul luogo della preesistente chiesa del Cristo di Timau (in timavese dar Olta Got), distrutta durante la prima guerra mondiale dai soldati italiani in ritirata.
- Chiesa parrocchiale di Santa Geltrude (del XIII secolo, pesantemente ristrutturata nel XVIII secolo),
- Chiesa del Cristo Re (XX secolo). In quest'ultima distacca un crocifisso di legno alto 15 metri.

### Architetture civili
- Museo "La zona Carnia nella Grande Guerra" (facente parte del Sistema museale della Carnia), dove sono esposti cimeli bellici italo-austriaci reperiti quasi totalmente sulle montagne timavesi.

### Aree naturali
Le principali vette che sovrastano l'abitato sono: il Gamspitz (1.847 m), il Pal Piccolo (1.866 m) il Pal Grande (1.809 m), il Freikofel (1.757 m), la Creta di Timau (2.217 m), il Monte Crostis (2.250 m), il Monte Zoufplan (2.000 m). Tutte queste montagne furono luogo di aspri combattimenti durante la prima guerra mondiale.
Interessante è pure la risorgiva carsica del Fontanon (timavese Pruna), di notevole portata, che origina l'omonimo rio ed è sfruttata mediante un impianto idroelettrico. Interessanti dal punto di vista naturalistico anche i cosiddetti
Laghetti di Timau.

## Società

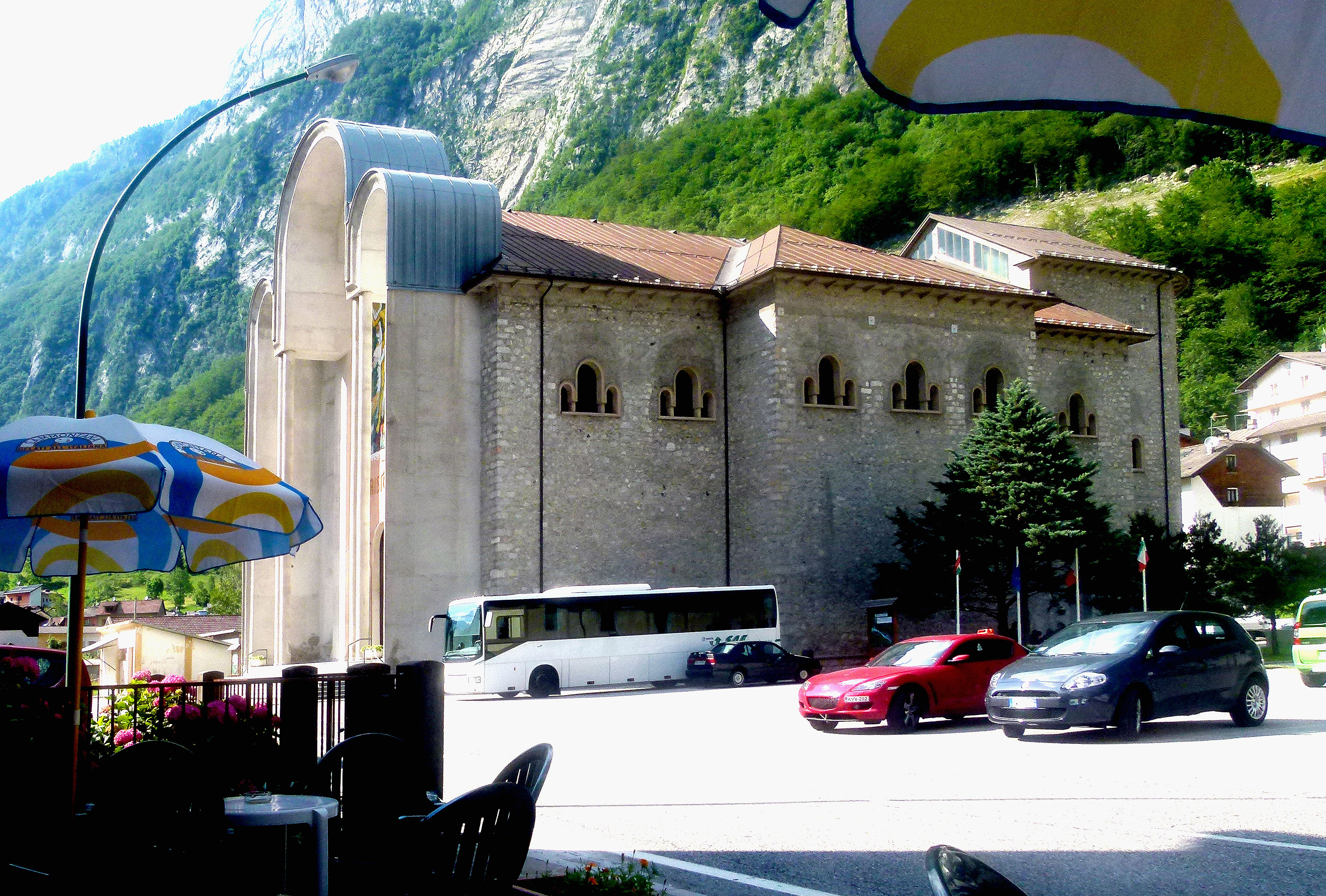

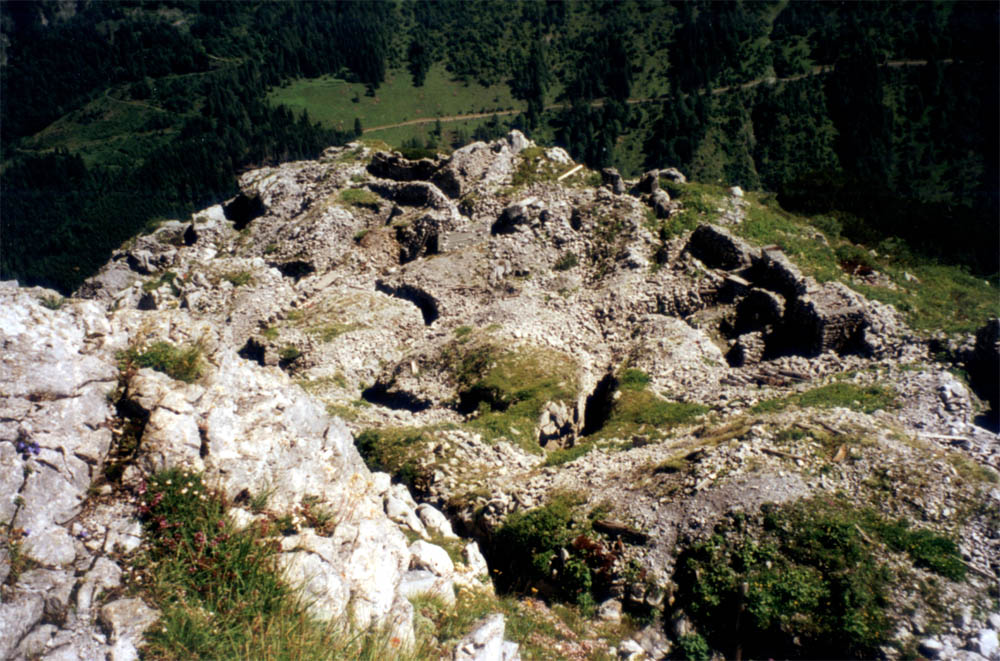
Fortificazioni sul Pal Piccolo

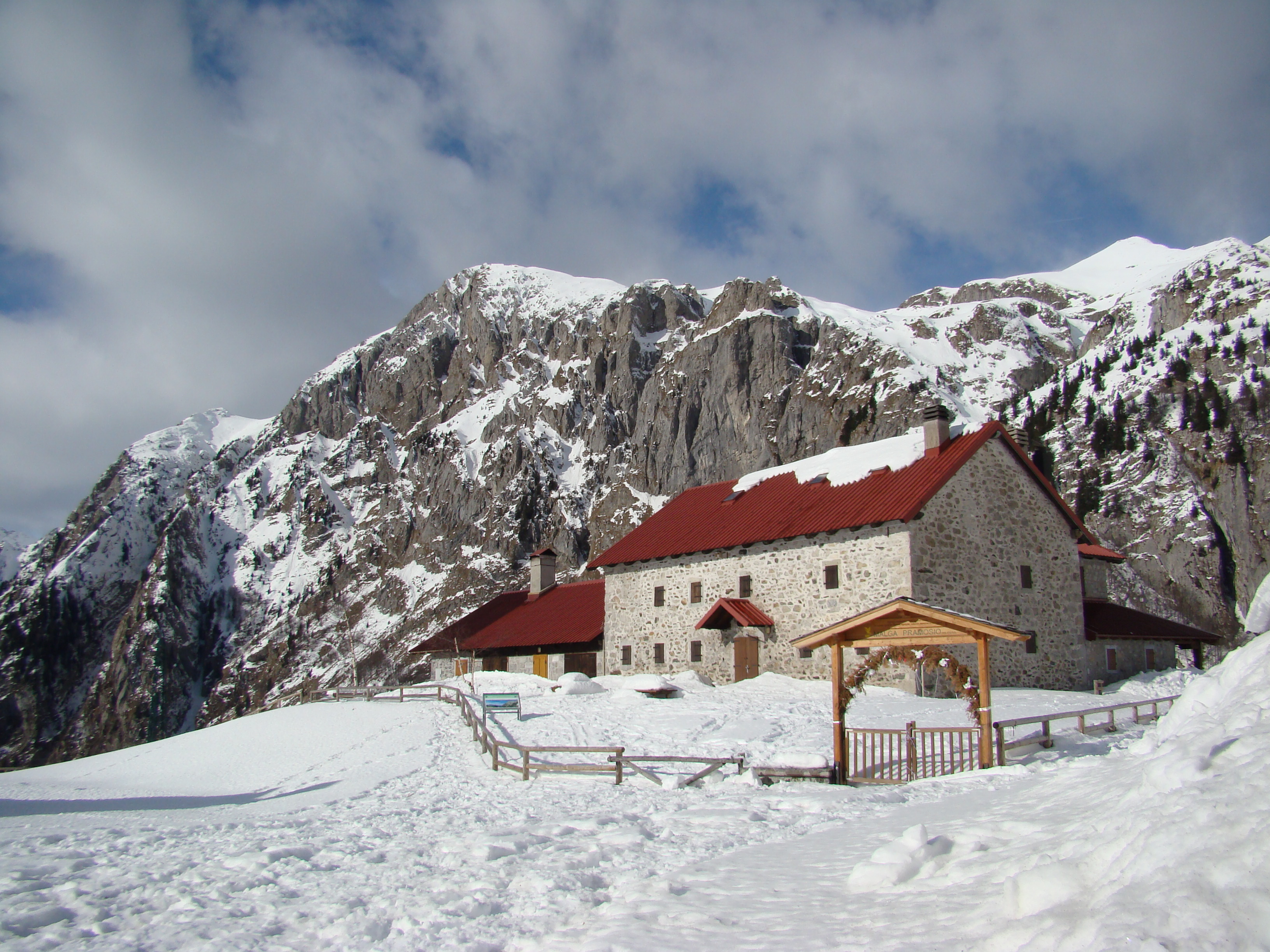
Rifugio Casera Pramosio

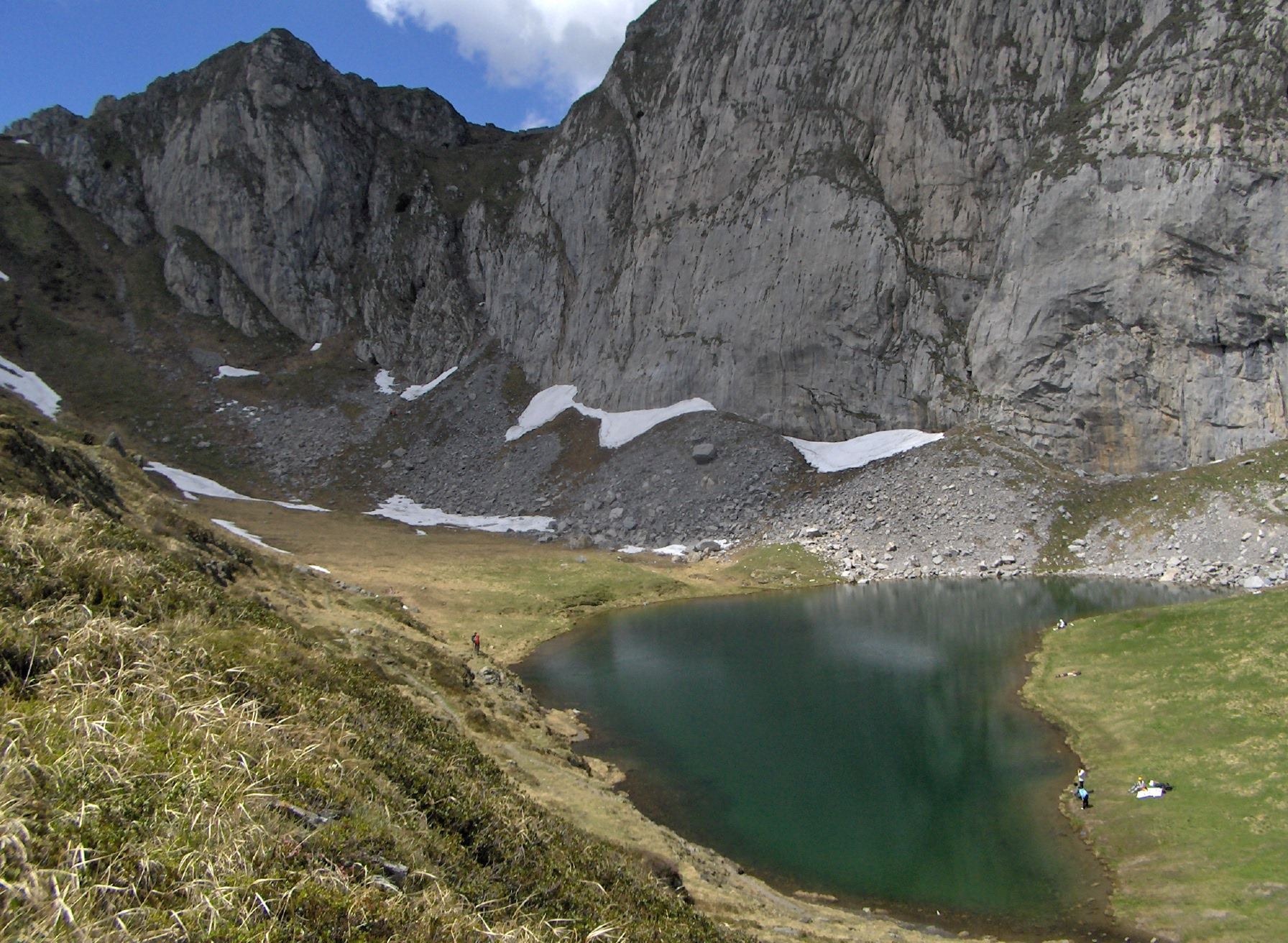
Lago Avostanis

### Lingue e dialetti
A Timau si parla un dialetto germanico (tischlbongarisch), appartenente alla famiglia dei dialetti sud-bavaresi, di tipo carinziano, caratterizzato da un discreto numero di arcaismi, da un rilevante numero di prestiti italiani e friulani, e da alcune soluzioni fonetiche tipiche delle isole linguistiche tedesche a sud delle Alpi, quali la pronuncia Belt al posto del tedesco Welt (mondo), e Velt al posto del tedesco Feld (campo). Il timavese ha una sua propria grafia, elaborata in loco dagli appassionati dell'Istituto di Cultura Timavese; per le caratteristiche proprie del dialetto, e per i numerosi prestiti friulani, tale grafia descrive numerosi suoni che non esistono né nell'italiano, né nel tedesco standard.
Attualmente solo la popolazione anziana e una parte cospicua della popolazione adulta mostra di possedere una buona conoscenza del timavese, mentre tra i giovani è ridotto il numero di coloro che lo parlano correntemente. Accanto al timavese,  si parlano la lingua italiana e la lingua friulana  fatto che rende Timau una comunità trilingue.
Esempio di un testo in timavese
Van Otobar auf, is tschleachta Beitar, lottuns chaan Vriin unt da Schana bearnt olabaila greasar. In Monti, sezztn Novembar, hozz chreink in gonzn Too unt tschnochz, uma holba naina, hot dar bint  onckeip zan pfifl af ola da Saitn. Af Schunvelt, bosa aan apparat anpflaisn honant, bo as da chroft van Bint meist is, honzuns zok as saina checkickait af 120 Km da Stunt  cheman is. In seen too tschnochz, ocht Oarbazlait as van Eztraich hintar cheman sent, hont gamuast da maschindar varlosn unt zavuas ausar gianan, dribar Schtain afta Pama, afta Schtana as avn gonzn Beig gabeisn sent.
Traduzione in tirolese
Vo Oktober ån isch schlechts Wettr, låßt ins kchoan Friedn und der Schådn werd ållawail/ålm greaßer. In Montåg, sechzehntn Novembr, hot's gregnt in gånzn Tåg und auf d‘Nåcht, uma hålbe naine, håt dr Wint ånkchebt za pfaifn vu åll die Saitn außar. In Schönfeld, wo s' an (anpflaisn=Åbles-) Apparat håbm/hont dear d' Kchroft vum Wint misst, håmm s'ins g'sågt, dåss sai Gschwindikchait auf 120 km i'dr Schtunt kchemman isch. In selbm Tåg auf d'Nåcht, håbm/hont åcht Årbatslait die vo' Eschtaraich ocha kchemman sain, die Auto vrlossn unt z'Fuaß außar gian miassn unt dribar schtaign ibar Baim und Schtoa, dia auf'n gånzn Weg g'wesn sain.
Traduzione in carinziano
Von Oktoba on is schlechts Wetta, loßt uns kan Friedn und da Schodn wead imma greßa. In Montog, sechzehntn Novemba, hot's gregnt in gonzn Dog und auf d‘Nocht, uma holbe naine, hot da Wint onkhebt zam pfaifn vu oll die Saitn außa. In Schönfeld, wo s' an (anpflaisn=Obles-) Apparat homm, dea d' Kroft vum Wind misst, homm s'uns g'sogt, doss sai Gschwindikäit auf 120 km in da Schtund kemman is. In söbm Dog auf d'Nocht, homm ocht Oabeita die vo' Estaraich owa keman san, die Auto valossn unt z'Fuaß außa gean miassn und driba schtaign iba d'Bam und d'Schtana, dia auf'n gonzn Weg g'wesn san.
Traduzione in tedesco standard
Ab Oktober lässt uns das schlechte Wetter keinen Frieden und der Schaden wird immer größer. Am Montag, dem sechzehnten November hat es den ganzen Tag geregnet und um halb neun hat der Wind von allen Seiten zu wehen begonnen. In Schönfeld/Tolmezzo, wo sie eine Anlage zur Messung der Windstärke haben, haben sie uns gesagt, dass seine Geschwindigkeit 120 km in der Stunde erreicht hat. Am Abend des selben Tages mussten acht Arbeiter, die aus Österreich zurückkamen, ihre Autos verlassen und zu Fuß weitergehen, über Bäume und Steine steigen, die auf dem ganzen Weg waren.
Traduzione in italiano
Da ottobre in poi il cattivo tempo non ci dà pace ed i danni sono sempre più grandi. Lunedì sedici novembre è piovuto tutto il giorno e alle otto e mezza di sera il vento ha iniziato a soffiare da tutte le parti. A Tolmezzo, dove hanno un apparato che misura la forza del vento, ci hanno detto che la sua velocità è arrivata a 120 km all'ora. La sera di quel giorno otto lavoratori che rientravano dall'Austria hanno dovuto abbandonare le automobili e continuare a piedi, scavalcare gli alberi e i sassi che c'erano su tutta la strada.